# Dave Grusin
David "Dave" Grusin (26 juni 1934 i Colorado) er en amerikansk pianist, komponist og arrangør.
Grusin har komponeret et hav af musik til forskellige film og tv. udsendelser. Han har ligeledes lavet en lang række plader i eget navn som leder, og han har spillet med og arrangeret for f.eks. Lee Ritenour, Tom Scott, Harvey Mason, Abraham Laboriel, Paul Simon, Quincy Jones, Patti Austin, Al Jarreau, Steve Gadd, Billy Joel etc.
Grusin stiftede i 1980´erne pladeselskabet GRP, med kollegaen Larry Rosen, hvor musikere såsom Chick Corea, Dave Weckl, Lee Ritenour, John Patitucci, Eric Marienthal og Omar Hakim Indspillede plader.

## Diskografi

### Som leder
| - Subways Are for Sleeping (Epic, 1962) - Piano, Strings, and Moonlight (Epic, 1962) - Kaleidoscope (Columbia, 1964) - Divorce American Style (United Artists, 1967) – soundtrack - The Graduate (Columbia, 1968) – soundtrack recorded in 1967 - The Heart is a Lonely Hunter (Film Score Monthly, 1968) - soundtrack - The Ghost & Mrs. Muir (1968 - 1970) – TV series - The Name of the Game (1968 - 1971) – TV series theme - Candy (Epic, 1969) – soundtrack - Three Days of the Condor (DRG/EMI, 1975) – soundtrack - Discovered Again! (Sheffield Lab, 1976) - Don't Touch (Versatile, 1977) - One of a Kind (GRP, 1977) - Heaven Can Wait (Kritzerland, 1978) - soundtrack - The Champ (Varèse Sarabande, 1979) – soundtrack - Mountain Dance (GRP, 1979) - AUS #100 - The Electric Horseman (Varèse Sarabande, 1979) – soundtrack - Dave Grusin Presents GRP All-Stars Live in Japan (JVC, 1980) - On Golden Pond (Varèse Sarabande, 1981) - soundtrack - Out of the Shadows (Arista-GRP, 1982) - Tootsie (Film Score Monthly, 1982) - soundtrack - Night-Lines (GRP, 1983) - Dave Grusin and the NY-LA Dream Band (GRP, 1984) - Racing with the Moon (Kritzerland, 1984) - soundtrack - The Pope of Greenwich Village (Quartet Records, 1984) - soundtrack - Harlequin with Lee Ritenour (GRP, 1985) - The Goonies (Varèse Sarabande, 1985) - soundtrack - Lucas (Varèse Sarabande, 1986) - Cinemagic (GRP, 1987) - GRP Live in Session (GRP, 1988) | - Sticks and Stones (with Don Grusin) (GRP, 1988) - Migration (GRP, 1989) - The Fabulous Baker Boys (GRP, 1989) - A Dry White Season (Kritzerland, 1989) - soundtrack - The Bonfire of the Vanities (Atlantic, 1990) - Havana (GRP, 1990) - The Gershwin Connection (GRP, 1991) - GRP Super Live in Concert (GRP, 1992) - Homage to Duke (GRP <GRD-9715>, 1993) - The Firm (MCA-GRP <MGD-2007>, 1993) - Dave Grusin Presents GRP All-Star Big Band Live! (GRP 97402, 1993) - The Orchestral Album (GRP, 1994) - The Cure (GRP, 1995) - Two for the Road (GRP, 1996) - Mulholland Falls (Cinerama, 1996) - soundtrack - Selena (Angel, 1997) - West Side Story (N-Coded, 1997) - Hope Floats (RCA Victor, 1998) - soundtrack - Random Hearts (Sony, 1999) - Two Worlds with Lee Ritenour (Decca, 2000) - Dinner with Friends (Jellybean, 2001) - Now Playing (GRP, 2004) - Amparo (Decca, 2008) - The Girl from U.N.C.L.E. (Varèse Sarabande, 2008) - An Evening with Dave Grusin (Heads Up, 2010) - One Night Only! (C.A.R.E./Intergroove, 2011) |

### Som medvirkende
| Med Patti Austin - Havana Candy (CTI, 1977) - Love Is Gonna Getcha (GRP, 1990) – rec. 1989 Med the Brothers Johnson - Look Out for#1 (A&M, 1976) - Right on Time (A&M, 1977) Med Tom Browne - Browne Sugar (GRP, 1979) - Love Approach (GRP, 1980) – rec. 1979-80 - Magic (Arista, 1981) Med Don Grusin - 10k-LA (JVC, 1981) - Native Land (GRP, 1993) - The Hang (Sovereign, 2004) Med Quincy Jones - You've Got It Bad Girl (A&M, 1973) - Body Heat (A&M, 1974) - Mellow Madness (A&M, ,1975) - I Heard That!! (A&M, 1976) - Roots (A&M, 1977) Med John Klemmer - Touch (ABC, 1975) - Barefoot Ballet (ABC, 1976) Med Earl Klugh - Earl Klugh (Blue Note, 1976) - Living Inside Your Love (Blue Note, 1976) - Finger Paintings (Blue Note, 1977) Med Jon Lucien - Rashida (RCA, 1973) - Mind's Eye (RCA, 1974) - Song for My Lady (Columbia, 1975) Med Harvey Mason - Marching in the Street (Arista, 1976) - Funk in a Mason Jar (Arista, 1977) - With All My Heart (Bluebird, 2004) Med Carmen McRae - I Am Music (Blue Note, 1975) - Can't Hide Love (Blue Note, 1976) Med Sergio Mendes - Homecooking (Elektra, 1976) - Sergio Mendes & the New Brasil '77 (Elektra, 1977) Med Gerry Mulligan - Little Big Horn (GRP, 1983) - Dragonfly (Telarc Jazz, 1995) Med Lee Ritenour - First Course (Epic, 1976) - Gentle Thoughts(JVC 1977) - Captain Fingers (Epic, 1977) - Friendship (Jasrac, 1978) - The Captain's Journey (Elektra, 1978) - Rio (JVC, 1979) - Feel the Night (Discovery, 1979) - On the Line (GRP, 1983) - "Harlequin" (GRP, 1985) - Earth Run (GRP, 1986) - Festival (GRP, 1988) - World of Brazil (GRP, 2003) - Overtime (Peak, 2005) - Smoke 'N' Mirrors (Peak, 2006) - Rhythm Sessions (Concord, 2012) - A Twist of Rit (Concord, 2015) Med Diane Schuur - Deedles (1985) - Timeless (1986) Med James Taylor - October Road (Columbia, 2002) - A Christmas Album (Hallmark Cards, 2004) - James Taylor at Christmas (Columbia, 2006) Med Dave Valentin - Legends (Arista GRP, 1978) - The Hawk (GRP, 1979) - Flute Juice (GRP, 1983) - Kalahari (GRP, 1984) Med Sarah Vaughan - A Time in My Life (Mainstream, 1972) - Sarah Vaughan with Michel Legrand (Mainstream, 1972) Med Sadao Watanabe - My Dear Life (Flying Disk, 1977) - California Shower (Flying Disk, 1978) - Morning Island (Flying Disk, 1979) - How's Everything (Columbia, 1980)[2LP] – live - Orange Express (CBS/Sony, 1981) - Encore! (Victor, 2016) | Med andre - George Benson, 20/20 (Warner Bros., 1985) – rec. 1984 - Angela Bofill, Angel of the Night (Arista, 1979) - Ray Brown, Brown's Bag (Concord Jazz, 1976) - Bobby Broom, Clean Sweep (Arista GRP, 1981) - Judy Collins, Home Again (Elektra, 1984) - Eddie Daniels, Blackwood (GRP, 1989) - Kevin Eubanks, Face to Face (GRP, 1986) - Art Farmer, Crawl Space (CTI, 1972) - Eric Gale, Part of You (Columbia, 1979) - Gordon Goodwin's Big Phat Band, Act Your Age (Immergent, 2008) - Lesley Gore, Love Me by Name (A&M, 1976) - Jay Hoggard, Days Like These (GRP, 1979) - Al Jarreau, We Got By (Reprise, 1975) - Billy Joel, 52nd Street (Columbia, 1978) - Chaka Khan, ck (Warner Bros., 1988) - Peggy Lee, Let's Love (Atlantic, 1974) - Bette Midler, For the Boys (Atlantic, 1991) – soundtrack - Melba Moore, Peach Melba (Buddah, 1975) - Alphonse Mouzon, The Man Incognito (Blue Note, 1976) – rec. 1975 - Noel Pointer, Phantazia (Blue Note, 1977) - The Rippingtons, Curves Ahead (GRP, 1991) - Howard Roberts, Equinox Express Elevator (Impulse!, 1972) - Phoebe Snow, Against the Grain (CBS, 1978) - Donna Summer, Donna Summer (Geffen, 1982) – rec. 1981–82 - Grover Washington Jr., A Secret Place (Kudu, 1976) - Nancy Wilson, This Mother's Daughter (Capitol, 1976) - Bill Withers, Making Music (Columbia, 1975) |